# 마가리 사건

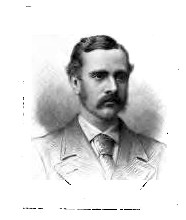
오거스터스 레이몬드 마가리

마가리 사건(马嘉理事件)은 1875년 영국 관리 오거스터스 레이몬드 마가리가 암살된 사건으로 영국-청나라 관계에 영향을 주었다.
영국령 인도와 중국 간의 육로 무역로를 탐험하기 위해 마가리는 상하이를 출발하여 쓰촨성, 구이저우성, 윈난성을 거쳐 2,900km를 6개월 동안 이동했고 1874년 상미얀마 까칭주 바모에 가서 장교 호레이스 브라운(Horace Browne)을 만났다. 상하이로 돌아오는 길에 마가리는 경로가 위험하다는 소문을 듣고 윈난성 바오산시 텅충시를 통한 경로로 바꿨으나 토착민에 의해 1875년 2월 21일 자신의 중국인 수행원 4명과 같이 살해됐다.
마가리 사건에 의해 양국 관계에 긴장이 고조되었는데, 1876년에 마가리 사건과 크게 관련이 없는 내용들로 이뤄진 즈푸 조약이 토머스 프랜시스 웨이드와 이홍장 사이에 체결되며 해결됐다. 즈푸 조약에 따라 1877년 처음으로 런던에 청나라 공사관이 개관했다.